# Rio Catrina
O Rio Catrina é um rio da Romênia, afluente do Tecşe, localizado no distrito de Covasna.